# Val Veny
Het Val Veny of Val Vény is een bergdal in de Italiaanse regio Aostadal. De vallei is uitgesleten door de rivier de Dora di Vény (Frans: Doire de Vény) die ontspringt op de 2514 meter hoge Col de la Seigne die de grens met Frankrijk vormt. De rivier stroomt bij Entrèves samen met de Dora di Ferret (Frans: Doire de Ferret) en vormen zo samen de Dora Baltea. 
In het dal, dat behoort tot de gemeente Courmayeur, liggen geen grote permanent bewoonde plaatsen. Wel liggen er een aantal campings en staan er wat hotels  om het grote aantal bergwandelaars en -klimmers te kunnen herbergen. Aan de noordzijde verheft zich het massief van de Mont Blanc met de toppen Mont Blanc de Courmayeur, Aiguilles de Peuterey, Tré-la-Tête en Aiguilles des Glaciers. De tien kilometer lange Miagegletsjer daalt af tot de dalbodem en eindigt bij het kleine Lago del Miage (Frans: Lac du Miage).
Aan het einde van het dal, ongeveer twee uur lopen na het einde van de weg, bevindt zich het Elisabetta berghut (2195 m), vanaf daar is het nog een uur stijgen tot de Col de la Seigne (2516 m), die de grens vormt met Frankrijk.